# Frisonia
Frisonia is een geslacht van steenvliegen uit de familie Perlodidae. De wetenschappelijke naam van het geslacht is voor het eerst geldig gepubliceerd in 1943 door Ricker.

## Soorten
Frisonia omvat de volgende soorten:
- Frisonia picticeps (Hanson, 1942)